# خط عرض 34° شمال
خط عرض 34° شمال هي إحدى دوائر العرض الجغرافية، وهي دوائر وهمية تحيط بالكرة الأرضية، وموازية لخط الاستواء، وتتميز هذه الدائرة بأن الأراضي الواقعة عليها تنتمي للمنطقة المعتدلة الدفيئة.

## حول العالم
يبدأ من خط الزوال الأولي ويتجه شرقا، خط عرض 34° شمال يمر عبر:
| الإحداثيات                           | البلد أو الإقليم أو البحر | ملاحظات |
| ------------------------------------ | ------------------------- | --- |
| 34°0′N 0°0′E / 34.000°N 0.000°E      | الجزائر                   | |
| 34°0′N 7°33′E / 34.000°N 7.550°E     | تونس                      | |
| 34°0′N 10°3′E / 34.000°N 10.050°E    | البحر الأبيض المتوسط      | مرورا بشمال بيروت, لبنان |
| 34°0′N 35°39′E / 34.000°N 35.650°E   | لبنان                     | |
| 34°0′N 36°22′E / 34.000°N 36.367°E   | سوريا                     | |
| 34°0′N 40°6′E / 34.000°N 40.100°E    | العراق                    | |
| 34°0′N 45°27′E / 34.000°N 45.450°E   | إيران                     | |
| 34°0′N 60°30′E / 34.000°N 60.500°E   | أفغانستان                 | |
| 34°0′N 69°54′E / 34.000°N 69.900°E   | باكستان                   | المناطق القبلية الخاضعة للإدارة الاتحادية |
| 34°0′N 70°10′E / 34.000°N 70.167°E   | أفغانستان                 | |
| 34°0′N 70°55′E / 34.000°N 70.917°E   | باكستان                   | Federally Administered Tribal Area · خيبر بختونخوا - مرورا عبر بيشاور · البنجاب (باكستان) - لحوالي 8 km · Khyber Pakhtunkhwa · Punjab - لحوالي 3 km · آزاد كشمير - تملكه الهند                                                                                      |
| 34°0′N 74°15′E / 34.000°N 74.250°E   | الهند                     | جامو وكشمير - تملكه باكستان |
| 34°0′N 78°45′E / 34.000°N 78.750°E   | أكساي تشين                | Disputed between الهند و جمهورية الصين الشعبية |
| 34°0′N 78°54′E / 34.000°N 78.900°E   | جمهورية الصين الشعبية     | منطقة التبت ذاتية الحكم تشينغهاي سيتشوان − لحوالي 4 km Qinghai قانسو Sichuan Gansu شنشي خنان آنهوي Henan Anhui جيانغسو − لحوالي 5 km Anhui − لحوالي 4 km Jiangsu |
| 34°0′N 120°23′E / 34.000°N 120.383°E | بحر الصين الشرقي          | Passing by several جزر كوريا الجنوبية |
| 34°0′N 127°19′E / 34.000°N 127.317°E | كوريا الجنوبية            | Port Hamilton islands |
| 34°0′N 127°20′E / 34.000°N 127.333°E | كوريا (مضيق)              | مرورا بجنوب جزيرة تسوشيما, اليابان |
| 34°0′N 130°55′E / 34.000°N 130.917°E | اليابان                   | جزيرة هونشو: — ياماغوتشي (محافظة) جزيرة شيكوكو: — إهيمه (محافظة) — توكوشيما (محافظة) جزيرة Honshū: — واكاياما (محافظة) — نارا (محافظة) — ميه (محافظة) |
| 34°0′N 136°16′E / 34.000°N 136.267°E | المحيط الهادئ             | Passing between the جزر مياكي جيما وميكورا جيما, اليابان · مرورا بجنوب جزيرة سان ميغيل، كاليفورنيا, الولايات المتحدة |
| 34°0′N 120°14′W / 34.000°N 120.233°W | الولايات المتحدة          | كاليفورنيا - جزيرة سانتا روزا وجزيرة سانتا كروز |
| 34°0′N 119°33′W / 34.000°N 119.550°W | المحيط الهادئ             | مرورا بجنوب جزيرة أناكابا، كاليفورنيا, الولايات المتحدة |
| 34°0′N 118°29′W / 34.000°N 118.483°W | الولايات المتحدة          | كاليفورنيا - مرورا عبر لوس أنجلوس أريزونا نيومكسيكو تكساس أوكلاهوما - مرورا عبر ديورانت (أوكلاهوما) وHugo أركنساس مسيسيبي ألاباما جورجيا (ولاية أمريكية) - مرورا عبر أثينا (جورجيا) كارولاينا الجنوبية - مرورا عبر كولومبيا (كارولاينا الجنوبية) كارولاينا الشمالية |
| 34°0′N 77°54′W / 34.000°N 77.900°W   | المحيط الأطلسي            | |
| 34°0′N 6°53′W / 34.000°N 6.883°W     | المغرب                    | مرورا عبر الرباط |
| 34°0′N 1°40′W / 34.000°N 1.667°W     | الجزائر                   | |